# Обставини, які обтяжують покарання
При кваліфікації злочинів дуже важливою деталлю є наявність певних ознак, які можуть обтяжити покарання. До них можуть бути віднесені різні обставини, за яких було вчинено злочин чи певні мотиви злочину. Це фактори, що характеризують підвищений рівень суспільної небезпеки від злочину.

## Загальні положення
Статтею № 67 КК України передбачено перелік із 13 пунктів, де встановлені певні обставини, які можуть обтяжити покарання. Цей перелік є вичерпним. Це означає, що лише ці обставини можуть бути визнані судом обтяжуючими, і ніякі інші. Це також означає, що суд має чітко дотримуватися змісту обставин, вказаних у цьому списку.
Залежно від характеру вчиненого злочину суд також має право не визнати певну обставину обтяжуючою, крім обставин, зазначених у пунктах 2, 6, 7, 9, 10, 12 ч.1 ст. 67 (список пунктів див. нижче), мотивувавши своє рішення.
Також суд не може визнати певну обставину обтяжуючою, якщо ця обставина передбачена в статті Особливої частини Кримінального Кодексу України як ознака злочину, що впливає на його кваліфікацію. Наприклад, перелік обставин, які обтяжують покарання, містить поняття «вчинення злочину на ґрунті расової, національної чи релігійної ворожнечі або розбрату». Це ж поняття міститься в п. 14 ч.2 ст. 115 як кваліфікуюча ознака. Тому при кваліфікації злочину суд зазначає лише п. 14 ч.2 ст. 115 без посилання на статтю 67.

## Перелік обставин, які обтяжують покарання
При визначенні покарання обставинами, які його обтяжують, визнаються:
1. вчинення злочину повторно та рецидив злочинів
2. вчинення злочину групою осіб за попередньою змовою
3. вчинення злочину на ґрунті расової, національної чи релігійної ворожнечі або розбрату, статевої приналежності
4. вчинення злочину у зв'язку з виконанням потерпілим службового чи громадського обов'язку
5. тяжкі наслідки, завдані злочином
6. вчинення злочину щодо особи похилого віку, особи з інвалідністю, особи, що перебуває в безпорадному стані, особи, яка має психічний розлад, щодо малолітньої дитини або у присутності дитини; щодо подружжя, колишнього подружжя, особи, з якою винний перебуває чи перебував у сімейних або близьких відносинах
7. вчинення злочину щодо вагітної жінки
8. вчинення злочину щодо особи, яка перебуває в матеріальній, службовій чи іншій залежності від винного
9. вчинення злочину з використанням малолітньої особи, яка страждає психічним захворюванням чи недоумством
10. вчинення злочину з особливою жорстокістю
11. вчинення злочину з використанням умов воєнного, надзвичайного стану або інших надзвичайних подій
12. вчинення злочину загальнонебезпечним способом
13. вчинення злочину особою, яка перебуває в стані алкогольного сп'яніння або в стані, викликаному вживанням наркотичних або інших одурманюючих засобів.

## 1. Вчинення злочину повторно та рецидив злочину
Відповідно до ст.32 КК повторністю визнається вчинення двох або більше злочинів, передбачених тією самою статтею або частиною статті Особливої частини Кримінального Кодексу. Якщо це не є продовжуваний злочин (зі спільною метою), то, незалежно від того, чи була засуджена особа, два або більше тотожні чи однорідні злочини (як, наприклад, крадіжка і грабіж) злочини визнаються повторними. Якщо за раніше вчинений злочин особа відбула покарання, і судимість погашено чи знято, повторність відсутня.
Відповідно до ст.34 КК рецидивом визнається вчинення нового умисного злочину, яка має судимість за умисний злочин. Тобто рецидив — це частинний випадок повторності, коли за попередній злочин особа була засуджена.

## 2. Вчинення злочину групою осіб за попередньою змовою
Обтяжуючими обставинами при співучасті у злочині визнаються його вчинення за попередньою змовою групою осіб та організованою групою (ч.2,3 ст. 28 КК).
Вчинення злочину групою осіб означає, що його спільно вчинили декілька осіб (2 чи більше), які заздалегідь, до початку злочину, домовилися про його спільне вчинення.
Вчинення злочину організованою групою, означає, що в його готуванні або вчиненні брали участь декілька осіб (3 чи більше), які попередньо зорганізувалися у стійке об'єднання для вчинення цього та інших злочинів, об'єднаних спільним планом з розподілом функцій учасників групи, спрямованих на досягнення цього плану, відомого всім учасникам групи.
Вчинення злочину злочинною організацією чи бандою не є обтяжуючою обставиною, але утворює самостійний склад злочину, передбачений статтями 255 та 257 КК України відповідно. Від злочинної організації організована група відрізняється кількістю (не менше 5 та не менше 3 відповідно), відсутністю ієрархії та типами злочинів, для яких організація була утворена (тяжкі та особливо тяжкі та будь-які відповідно), а від банди — відсутністю озброєності.

## 3. Вчинення злочину на ґрунті расової, національної чи релігійної ворожнечі або розбрату, статевої приналежності
В основі расової та національної ворожнечі або розбрату лежать погляди про неповноцінність людей певної раси чи національності, а релігійної ворожнечі або розбрату — погляди про перевагу одного віросповідання над іншим чи однієї конфесії над іншою в межах одного віросповідання (наприклад, баптизм та п'ятидесятництво у протестантизмі). Якщо саме ці погляди та уявлення щодо представників певної раси, національності чи сповідувачів певної релігії або ненависть до них на цих підставах, а так само приналежність особи до певної статі є мотивом вчинення злочину, це вважається як обставина, яка обтяжує покарання.

## 4. Вчинення злочину у зв'язку з виконанням потерпілим певного обов'язку
Вчинення злочину у зв'язку з виконанням потерпілим громадського або службового обов'язку означає вчинення його з метою перешкодити діяльності потерпілого у зв'язку з виконанням ним вказаних обов'язків чи помсти за таку діяльність. Якщо з тією ж метою злочин направлено проти близьких чи родичів потерпілого, це також визнається обтяжуючою обставиною.
Службовими обов'язками називаються дії, які входять до кола службових повноважень особи, а громадськими — здійснення спеціально покладених на особу громадських повноважень чи будь-яких інших дій в інтересах суспільства чи окремих громадян.

## 5. Тяжкі наслідки, завдані злочином
Визнання певних наслідків злочину тяжкими є поняттям оціночним і входить до компетенції суду, крім випадків, прямо вказаних у статтях (наприклад, певна сума «особливо великих розмірів» при крадіжці). Але загалом під тяжкими наслідками, як правило, розуміють смерть або тяжкі тілесні ушкодження; заподіяння значної майнової шкоди (наприклад, в злочинах проти власності, це означає на суму, більшу за 250 неоподатковуваних мінімумів доходів громадян); масова загибель об'єктів рослинного чи тваринного світу чи забруднення довкілля; істотне порушення прав людини.

## 6. Вчинення злочину щодо окремої категорії осіб
- Малолітня дитина — це особа віком до 14 років; дитина — особа до 18 років.
- Особа похилого віку — це особа віком понад 60 років.

Але при визначенні покарання враховується можливість усвідомлення винним відповідного віку за зовнішнім виглядом, зростом, станом здоров'я тощо. 

- Безпорадний стан — це обумовлений суб'єктивними й об'єктивними факторами стан особи, при якому вона не може чинити опір злочинцю чи уникнути злочинного посягання. Такими факторами можуть бути інвалідність (фізичні вади), психічне захворювання, розлад душевної діяльності, малолітність тощо.
- Особа з інвалідністю — особа зі стійким розладом функцій організму, що при взаємодії із зовнішнім середовищем може призводити до обмеження її життєдіяльності (ст. 2 відповідного Закону).
- Психічні розлади - розлади психічної діяльності, визнані такими згідно з чинною в Україні Міжнародною статистичною класифікацією хвороб, травм і причин смерті (абз.2 ч.1 ст. 1 відповідного Закону).
- Подружжя — чоловік і жінка, які зареєстрували шлюб в установленому порядку; колишнє подружжя — чоловік і жінка, шлюб яких було припинено; «інші особи, з якими винний перебуває (перебував) у сімейних або близьких відносинах» — крім подружжя, це батьки та діти, інші члени сім'ї, родичі тощо, а також особи, які проживають однією сім'єю, пов'язані спільним побутом, мають взаємні права та обов'язки; в окремих випадках також інші особи (див. характеристику об'єкта складу злочину за ст. 1261 КК, яка містить той самий перелік осіб, що й п. 61 ч.1 ст. 67 КК)

## 7. Вчинення злочину щодо вагітної жінки
Ця обставина має місце лише тоді, коли винний усвідомлював, що коїть злочин проти жінки, знаючи, що вона вагітна.

## 8. Вчинення злочину щодо особи, яка перебуває в залежності від винного
- Матеріальна залежність — це така залежність, при якій потерпілий перебуває на утриманні винного. Він може забезпечувати їх житлом, харчуванням, грошима.
- Службова залежність — це залежність потерпілого від винного через підпорядкованість йому за посадою чи виконуваною роботою.
- Інша залежність — це будь-яка залежність, крім зазначених вище, потерпілого від винного, що виникла через певні життєві обставини і внаслідок якої потерпілий відчуває себе зобов'язаним перед винним.

## 9. Вчинення злочину з використанням малолітнього або особи, яка страждає психічним захворюванням або недоумством
Це означає вчинення злочину, в якому безпосередньо беруть участь вказані особи, які через певні обставини не можуть повністю усвідомлювати те, що та навіщо роблять. В ряді випадків втягнення неповнолітніх (в тому числі малолітніх) утворює самостійний склад злочину (ст. 304)

## 10. Вчинення злочину з особливою жорстокістю
Вчинення злочину з особливою жорстокістю передбачає прояв під час вчинення злочину безжалісності, безсердечності до потерпілого, що свідчить про підвищену небезпеку вчиненого та особи злочинця. Це також входить до числа оціночних понять. Діяння, які є проявом особливої жорстокості, вчиняються лише з прямим умислом, маючи на меті завдання потерпілому значних моральних і фізичних страждань.

## 11. Вчинення злочину з використанням умов надзвичайного стану
Однією з обставин, яка обтяжує покарання, є вчинення злочину з використанням умов воєнного стану, надзвичайного стану або інших надзвичайних подій:
- Воєнний стан — це особливий правовий режим, що вводиться в Україні чи в окремих її місцевостях у разі збройної агресії чи загрози нападу, небезпеки державній незалежності України, її територіальній цілісності.
- Надзвичайний стан — це особливий правовий режим, що тимчасово вводиться в Україні чи в окремих її місцевостях при виникненні надзвичайних ситуацій техногенного чи природного характеру не нижче загальнодержавного рівня або при спробі захоплення державної влади чи зміни конституційного ладу України шляхом насильства.
- Під іншими надзвичайними подіями слід розуміти: повінь, землетрус, пожежу, зсув, обвал, інші події стихійного характеру, епідемію, епізоотію, епіфітотію, аварію, техногенну чи екологічну катастрофу, масові заворушення тощо.

## 12. Вчинення злочину загальнонебезпечним способом
Під вчиненням злочину загальнонебезпечним способом розуміється його вчинення шляхом вибуху, підпалу, зараження чи отруєння водойм, затоплення, з використанням газу, струму тощо. Вчинення злочину загальнонебезпечним способом підвищує суспільну небезпеку вчиненого та особи злочинця, оскільки створює умови для настання тяжких наслідків, зокрема, загибелі багатьох осіб, великої майнової шкоди тощо.

## 13. Вчинення злочину особою у стані сп'яніння
Ця обставина означає вчинення злочину особою, яка перебуває у стані алкогольного сп'яніння або у стані, викликаному вживанням наркотиків чи інших одурманюючих засобів. 

Сп'яніння — це стан особи, викликаний вживанням алкогольних виробів (алкогольне сп'яніння), наркотичних засобів (наркотичне сп'яніння) чи інших одурманюючих засобів, що призводить до фізіологічних, психічних, вегетативних та неврологічних розладів.